# Storia di Londra (1900-1939)
Questa voce copre la storia di Londra dall'inizio del XX secolo, dal 1900 allo scoppio della seconda guerra mondiale nel 1939. Londra entrò nel XX secolo al culmine della sua influenza come capitale del più grande impero della storia, ma il nuovo secolo avrebbe portato molte sfide. Londra fu la città più grande del mondo dal 1825 circa fino a quando non fu superata da New York nel 1925.

## Londra edoardiana
Gli anni tra la morte della regina Vittoria nel 1901 e l'inizio della prima guerra mondiale nel 1914 furono anni di crescita e prosperità generale, sebbene continuassero le disuguaglianze estreme che avevano caratterizzato la Londra vittoriana. Nel 1900 un britannico su cinque viveva a Londra, con una popolazione di circa 5 milioni di abitanti nel 1900 che salì a oltre 7 milioni entro il 1911.
La Londra edoardiana non era priva di conflitti, caratterizzata principalmente dal fiorente movimento per il suffragio femminile. La città divenne l'epicentro del movimento per il suffragio nazionale guidato da Emmeline Pankhurst e dalla sua Women's Social and Political Union, che trasferì la sua sede da Manchester a Londra nel 1906 in modo da poter esercitare meglio la pressione sui leader politici della nazione. Con 34 delle sue 90 filiali nazionali con sede a Londra, la capitale era la più grande base di supporto per la WSPU nel Regno Unito. Proteste e manifestazioni si intensificarono durante questi anni, raggiungendo il picco tra il 1912 e il 1914 quando il movimento si militarizzò. Hyde Park ospitò due importanti raduni delle suffragette nel 1908 e nel 1913, il primo con oltre 250.000 partecipanti. Londra fu teatro di eventi seminali nel movimento, incluso il Black Friday, quando una marcia delle suffragette da Caxton Hall al Palazzo di Westminster venne dissolta con conflitti con la polizia, portando a 115 arresti, 2 morti e diffuse accuse di aggressione sessuale inflitta alle manifestanti.

### Architettura ed edilizia

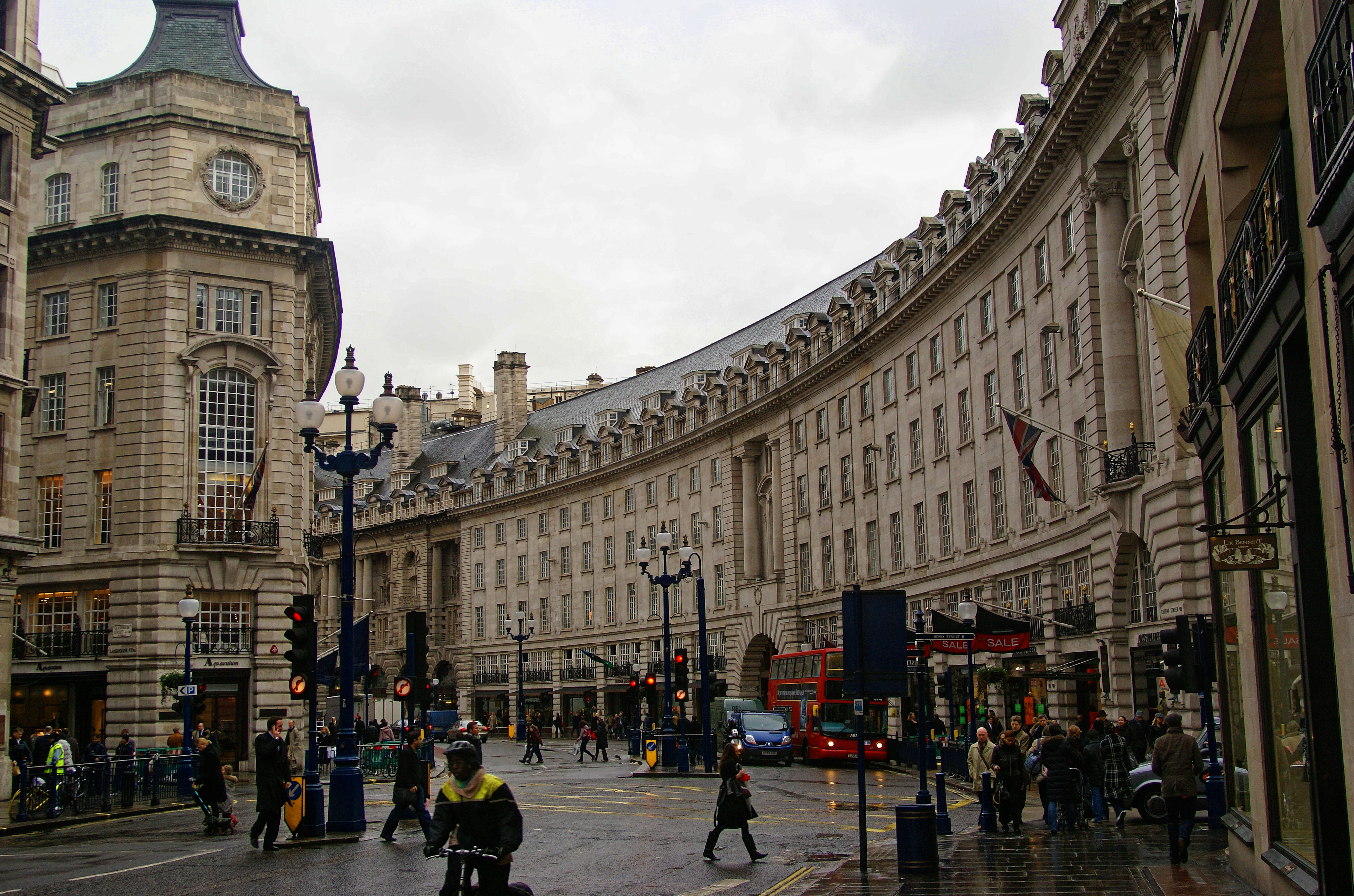
Regent's Quadrant, completato nel 1928, coronò un programma di ricostruzione decennale nel West End

Architettonicamente si verificò molta ricostruzione nel centro di Londra durante gli anni edoardiani negli stili prevalenti delle Beaux-Arts e del barocco edoardiano. Gran parte delle costruzioni furono ritardate dalla Grande Guerra tra il 1914 e il 1918 e completate negli anni 1920. I principali edifici governativi eretti durante questo periodo furono la County Hall (1911–1922), la sede del London County Council, il War Office (1906) e l'edificio del Port of London Authority (1912–1922). Gli edifici decrepiti di Regent Street di John Nash, originariamente costruiti negli anni 1820 e che comprendevano un'ampia fascia del West End tra Regent's Park a nord e Waterloo Place vicino a St. James's Park a sud, furono interamente ricostruiti tra il 1905 e il 1927 I semplici edifici Regency del periodo Nash furono sostituiti con nuovi grandiosi edifici commerciali, rivestiti con pietra di Portland, che costeggiavano Regent Street, Oxford Circus e Regent's Quadrant, trasformando l'aspetto del West End. Il Mall venne ripensato come un grande percorso di parata per lo sfarzo statale, che comportò la costruzione dell'Admiralty Arch (1911), il rifacimento di Buckingham Palace (1911–1912) e l'erezione del Victoria Memorial (1911).
A Holborn, un'ampia fascia della baraccopoli conosciuta come Clare Market venne demolita per far posto alla Kingsway (1905), un grande ampio viale largo 30 metri, con un tunnel del tram sotterraneo, che si estendeva da The Strand a nord fino a High Holborn e Southampton Row. Aldwych, la strada a forma di mezzaluna che collega Kingsway con lo Strand, era fiancheggiata da nuovi teatri, hotel e missioni diplomatiche come l'Australia House (costruita tra il 1913 e il 1918).

### Trasporti

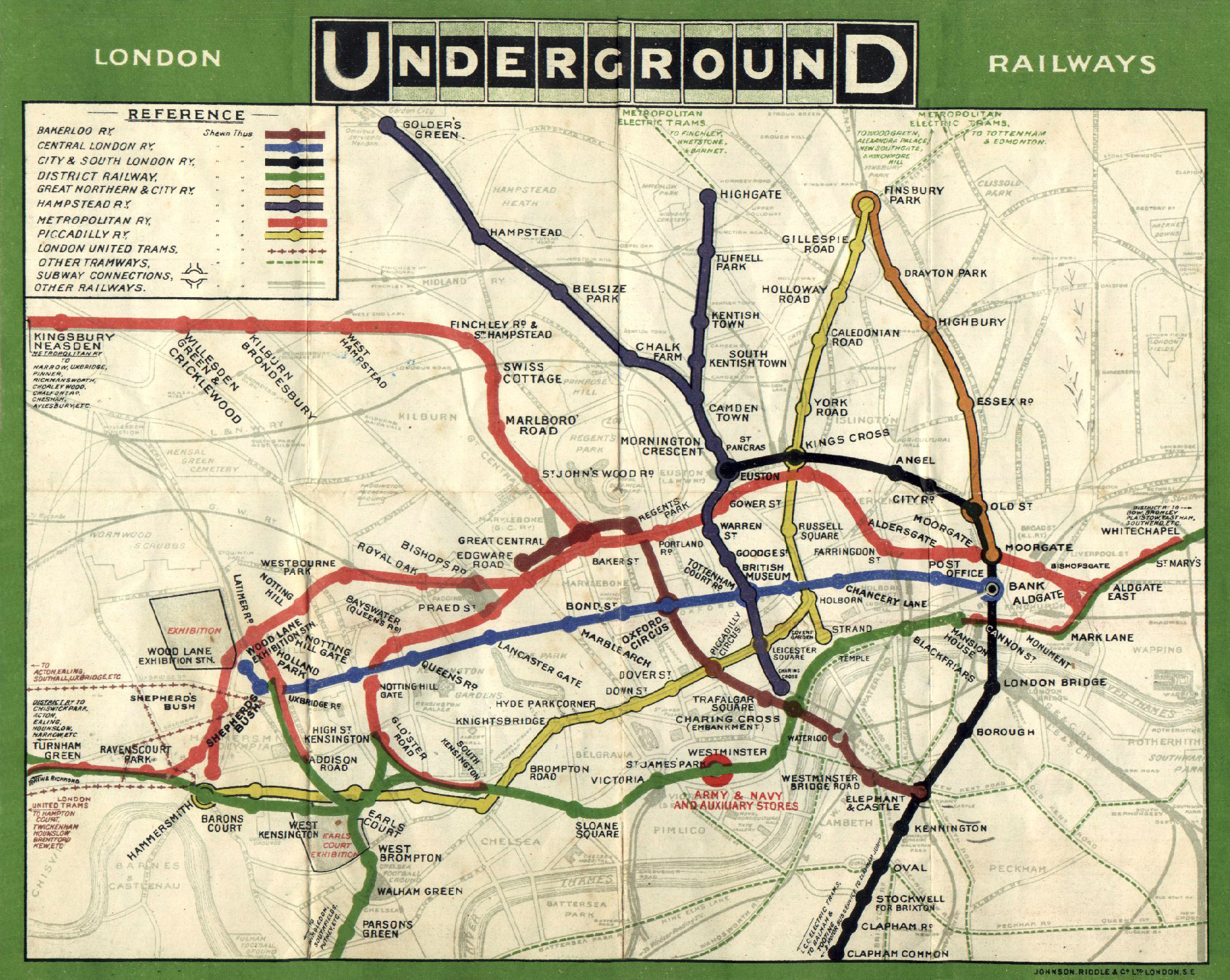
La prima Mappa della metropolitana di Londra del 1908, che mostra le 3 nuove linee aperte nel 1906-1907

L'età edoardiana vide una grande espansione della Metropolitana di Londra alimentata dall'avvento dell'elettrificazione, di tunnel di profondità realizzati con lo scudo tunnel e investimenti dagli Stati Uniti e da altri paesi. Vennero aperte quattro nuove linee di profondità tra il 1900 e il 1907, nonché realizzati ampliamenti ed elettrificazioni delle linee più antiche del secolo precedente. La Central London Railway (Central Line) fu la prima ad aprire nel XX secolo, il 30 luglio 1900. All'inizio correva tra Bank nella City di Londra e Shepherd's Bush, ma nel 1908 fu estesa verso ovest fino a White City in tempo per l'Esposizione franco-britannica e le Olimpiadi estive del 1908. La Metropolitan Railway e la District Railway furono estese a ovest raggiungendo Ruislip e Uxbridge nel 1904. L'elettrificazione dell'ex MR e DR a vapore iniziò nel 1905. Il 1906 vide l'apertura della Baker Street e della Waterloo Railway (ora Bakerloo line) a marzo, che originariamente correva tra Lambeth North e Baker Street, e la Great Northern, Piccadilly e Brompton Railway (ora la linea Piccadilly) a dicembre, che corre tra Hammersmith e Finsbury Park. Nel 1907 fu aperta la Charing Cross, Euston and Hampstead Railway (CCE&HR), che correva tra Charing Cross e terminava a nord di Londra via Camden Town ad Archway e Golders Green. Cinquanta stazioni dell'era edoardiana vennero progettate da Leslie Green e si distinguono per le loro finestre semicircolari, le facciate in piastrelle smaltate in rosso sangue di bue e le biglietterie con piastrelle verdi.
Le tre linee della metropolitana aperte tra il 1906 e il 1907 erano di proprietà della Underground Electric Railways Company of London (UERL), che si sarebbe mossa per espandersi e consolidarsi acquisendo gradualmente non solo le concorrenti della metropolitana, ma le principali compagnie di autobus e tram. Solo la linea più antica di Londra, la Metropolitan Railway, insieme alle sue sussidiarie e alla linea Waterloo & City rimasero fuori dal controllo dell'UERL nel 1913. Questa concorrenza tra l'UERL e i suoi concorrenti rimasti non impedì loro di stipulare un accordo di marketing congiunto, nel 1908, che unì per la prima volta l'intera rete come "Underground" nella pubblicità, nella segnaletica, nelle mappe e attraverso tariffe coordinate.

## Povertà urbana
Round About a Pound a Week, un rapporto della Fabian Society su un intervento tra il 1909 e il 1913, descrive la vita dei "poveri rispettabili"; un bambino su cinque moriva nel primo anno e la fame, la malattia e il raffreddore erano la norma. Un rapporto del 1909 della Poor Law Commission rilevò che un terzo dei 900.000 abitanti dell'East End viveva in condizioni di estrema povertà. Il rapporto dettagliò anche lo squallore delle condizioni in queste aree, con una media di 25 case che condividevano tra loro servizi igienici e rubinetti dell'acqua corrente. Una risposta alla terribile mancanza di servizi igienici nelle aree più povere di Londra fu la fornitura di lavatoi comuni per fare il bagno e lavare i vestiti; una media di 60.000 persone ogni settimana utilizzavano i 50 stabilimenti balneari di questo tipo che esistevano in tutta la città nel 1910.
La pubblicazione della terza edizione del monumentale 17 volumi Life and Labor of the People of London di Charles Booth fornì ulteriori informazioni sulle condizioni dei più poveri di Londra. Durante i primi quattro decenni del XX secolo, il London County Council proseguì un programma di sgombero degli slum e la costruzione di "abitazioni modello" nelle aree più povere come Spitalfields, Whitechapel e Bethnal Green. Mentre i servizi igienici e le condizioni di vita miglioravano, la percentuale della popolazione di Londra che viveva in povertà era stimata all'8,7% alla fine degli anni 1920, salendo a circa il 10% nel 1934 quando si fece sentire la Grande depressione.
I poveri londinesi erano condannati a vivere in bassifondi densamente popolati, insalubri e inquinati mentre le classi medie potevano trasferirsi nei sobborghi in espansione per prendere aria fresca e spazio. Tali condizioni rendevano le persone nate e cresciute nei bassifondi di Londra notevolmente malsane, deboli e malnutrite. Le campagne di reclutamento per la guerra boera del 1899-1902 rivelarono che 7 londinesi della classe operaia su 9 non erano idonei al servizio. Nel suo libro del 1903 sulle condizioni nell'East End, The People of the Abyss, l'autore americano Jack London scrisse del povero londinese che:
(Jack London)

## Prima guerra mondiale

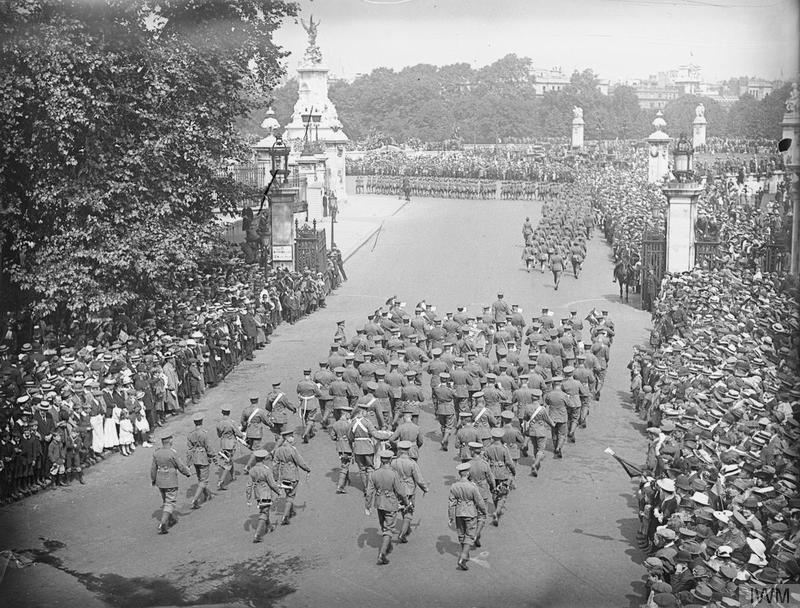
Una parata militare davanti a Buckingham Palace durante la prima guerra mondiale

Durante la prima guerra mondiale, Londra visse i suoi primi bombardamenti, effettuati da dirigibili Zeppelin tedeschi e successivamente da aeroplani. Il 31 maggio 1915 il primo bombardamento aereo su Londra fu effettuato da uno Zeppelin, che sganciò esplosivi ad alto potenziale sull'East End e sui moli, uccidendo sette persone. Ci furono altri dieci raid di dirigibili su Londra durante il 1915 e il 1916 e un altro nel 1917.
Nel 1917, il successo britannico nell'abbattimento dei dirigibili persuase l'esercito tedesco a utilizzare invece gli aeroplani per attaccare Londra. Il primo attacco di bombardieri avvenne nel maggio 1916 quando un solo aereo attaccò l'East End. Nel maggio 1917 fu assemblato uno squadrone di biplani Gotha. Il 13 giugno 1917 fu effettuato il più grande raid aereo della prima guerra mondiale su Londra, provocando circa 160 morti. In questo raid quattordici bombardieri Gotha bombardarono numerosi obiettivi nella città e nell'East End, tra cui l'area di Fenchurch Street/Aldgate, il Royal Albert Dock, la stazione di Liverpool Street e la Upper North Street School a Poplar. Diciotto bambini rimasero uccisi nella scuola, provocando indignazione pubblica. Ulteriori incursioni seguirono nel 1917 e nel 1918. Tuttavia, nel maggio 1918 le difese aeree britanniche erano migliorate sufficientemente per iniziare a infliggere pesanti perdite ai tedeschi, e questo persuase la Germania a sospendere i raid.
Questi raid aerei uccisero circa 670 persone, ne ferirono 1.960 e provocarono un grande terrore tra la popolazione di Londra, anche se di impatto molto maggiore fu il numero di londinesi uccisi in combattimento: circa 124.000 giovani non tornarono mai dalla guerra. 
La più grande esplosione nella storia di Londra, la Silvertown explosion, si verificò durante la prima guerra mondiale. Una fabbrica di munizioni contenente 50 tonnellate di TNT esplose, uccidendo 73 persone e ferendone 400.

## Anni 1920

### Espansione tra le due guerre
L'inizio del XX secolo, specialmente durante gli anni tra le due guerre vide l'estensione geografica dell'area urbana di Londra crescere più rapidamente che in qualsiasi momento prima o dopo. La maggior parte dello sviluppo riguardava l'espansione suburbana nelle contee vicine di Essex, Hertfordshire, Kent, Middlesex e Surrey. La preferenza per le abitazioni suburbane a densità inferiore, tipicamente bifamiliari, da parte dei londinesi in cerca di uno stile di vita più "rurale", sostituì la vecchia predilezione dei londinesi per le case a schiera. La rapida espansione di Londra durante questo periodo inghiottì vaste aree di campagna. I timori per la perdita delle campagne portarono infine all'introduzione della Metropolitan Green Belt, limitando la crescita urbana.

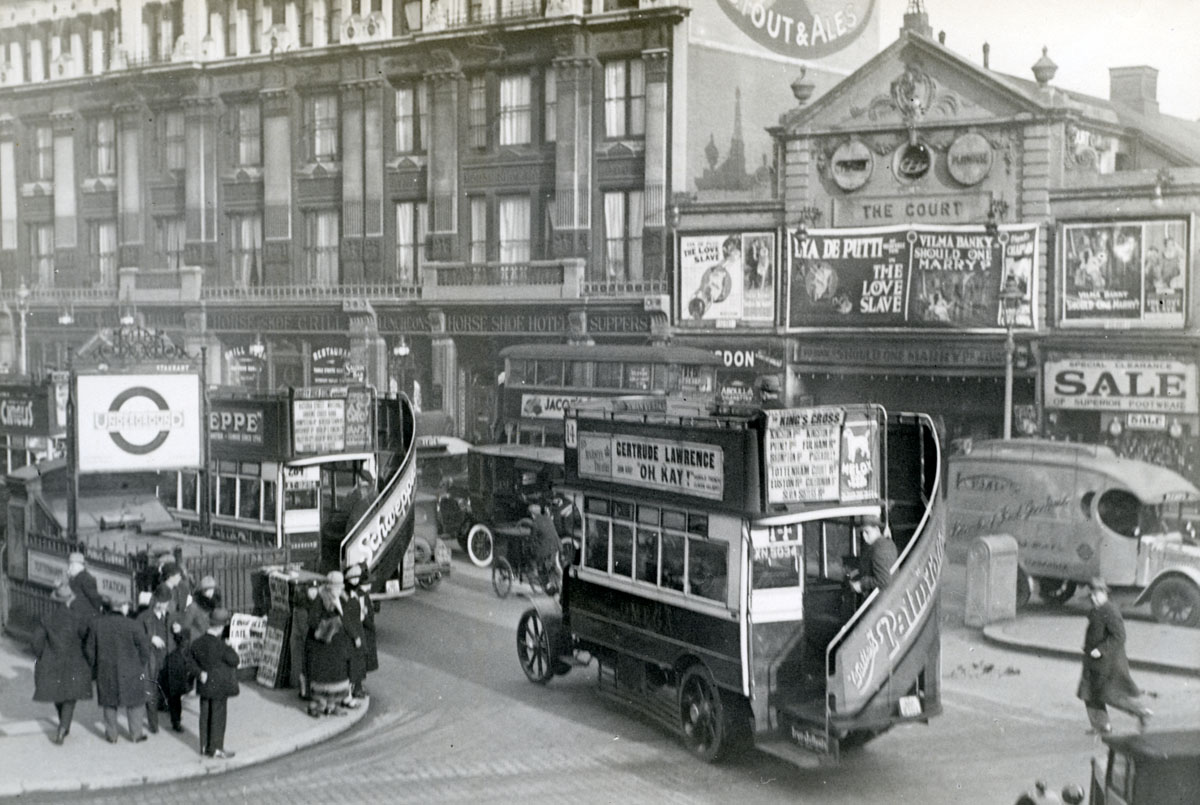
Tottenham Court Road nel 1927

Ciò significò che Londra superò i confini della contea di Londra, il che portò il London County Council a chiedere la creazione di un'unica autorità della Greater London che coprisse l'intera area urbana, sebbene ciò fosse stato respinto dalla Royal Commission on London Government nel 1921.
La popolazione dell'area urbana di Londra raggiunse il picco storico di circa 8,6 milioni nel 1939. Tutta questa crescita avvenne al di fuori dei confini della Contea di Londra la cui popolazione era diminuita durante gli anni tra le due guerre da 4,5 a 4 milioni.
Un gran numero di immigrati ebrei in fuga dalla Germania nazista, si stabilì a Londra negli anni 1930, principalmente nel West End.

### Abitazioni a molti piani
I feroci dibattiti sulle abitazioni a molti piani che ebbero luogo dopo il 1945 furono preceduti da un aspro dibattito negli anni 1920 e 1930, che evidenziò sostenitori entusiasti e critici arrabbiati degli appartamenti a più piani per l'edilizia sociale. Nella sinistra politica, c'era una ferma opposizione a quelle che venivano denunciate come "caserme per le classi lavoratrici". I riformatori di destra chiesero soluzioni a più piani per il sovraffollamento e gli affitti elevati. Un risultato furono i tentativi di compromesso che sviluppavano nuove soluzioni per la vita urbana, incentrate soprattutto sulla bonifica degli slum e sui programmi di riqualificazione. I compromessi generalmente cercavano di sostituire i bassifondi inospitali con isolati di grattacieli serviti da ascensori. Nel Metropolitan Borough of Stepney includevano John Scurr House (costruita nel 1936–1937), Riverside Mansions (1925–1928) e il progetto Limehouse Fields (1925 mai costruito).

### Architettura ed edilizia
Con l'espansione esponenziale della periferia, nel centro di Londra gran parte degli anni 1920 trascorsero per completare importanti lavori di costruzione iniziati prima della prima guerra mondiale e ritardati dalla carenza di manodopera e materiali. Una tendenza emersa negli anni 1920 e 1930 fu la vendita e la perdita di molte delle più grandiose case private di Londra nelle aree esclusive di Mayfair e St. James's. L'aristocrazia britannica, incapace di sostenere i costi di mantenimento delle grandi case a Londra, a causa del forte aumento delle tasse sul reddito e sulla proprietà, vendette le proprie case a sviluppatori privati, che costruirono nuovi locali commerciali e residenziali. Ciò venne accelerato dall'inizio della Grande depressione negli anni 1930. Questi includevano Grosvenor House e Dorchester House su Park Lane, entrambe ricostruite come hotel di lusso (il Grosvenor House Hotel e The Dorchester), Devonshire House, Chesterfield House e Norfolk House.
Dopo la mostra di architettura art déco all'Esposizione internazionale di arti decorative e industriali moderne del 1925 a Parigi, gli architetti londinesi iniziarono ad adottare con fervore il nuovo stile elegante. L'art déco divenne lo stile dominante per le nuove costruzioni a Londra fino alla fine degli anni 1930, e rappresentava una nuova estetica lungimirante e innovativa in contrasto con l'onnipresente architettura vittoriana di Londra. I principali esempi costruiti durante questo periodo furono la sede dei media a Fleet Street, gli edifici del Daily Telegraph (1928) e del Daily Express (1932), oltre alla BBC Broadcasting House in Langham Place. Lo stile si prestava particolarmente bene a grandi strutture industriali come la Battersea Power Station (1934), l'Hoover Building (1932–37) e la Carerras Cigarette Factory. Altri eccezionali esempi di art déco possono essere visti in Ideal House nella City di Londra e Senate House, la sede di 19 piani dell'Università di Londra a Bloomsbury, l'edificio art déco più alto di Londra.

### Trasporti

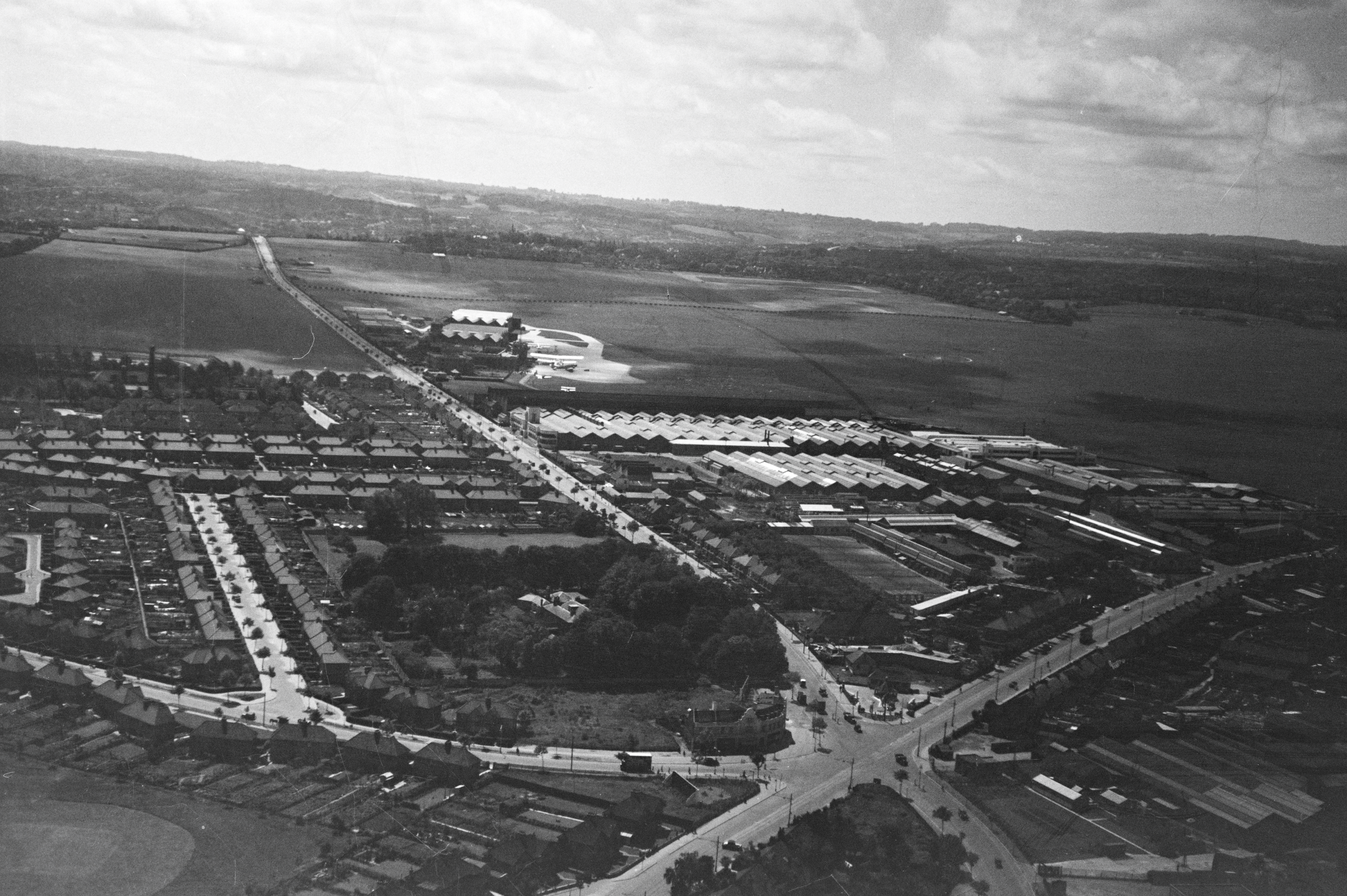
Ripresa aerea del primo aeroporto internazionale di Londra a Croydon, negli anni 1930

La rapida crescita di Londra durante questo periodo venne facilitata da una rapida espansione e modernizzazione delle reti di trasporto. Venne costruita, dal London County Council, una grande rete di tram attraverso la LCC Tramways, mentre il primo servizio di autobus iniziò negli anni 1900.
L'elettrificazione su larga scala delle ferrovie dei pendolari di Londra ebbe luogo durante il periodo tra le due guerre, principalmente dalla Southern Railway, e il sistema della metropolitana di Londra venne ampliato oltre la periferia settentrionale di Londra, stimolando il rapido sviluppo di nuove periferie esterne in aree come Hendon, Southgate, Stanmore, High Barnet e Edgware. Nel 1926, la CCE&HR si unì alla City and South London Railway, creando la Northern line, come sarebbe poi diventata nota, attraverso i collegamenti tra le due linee di Kennington e Camden Town. Nel 1933 fu creato il London Passenger Transport Board per coordinare i trasporti su una vasta area del sud-est dell'Inghilterra. La rete stradale venne modernizzata con una rete di arterie stradali in costruzione negli anni 1920.
Negli anni tra le due guerre furono completati importanti progetti infrastrutturali. Il più importante fu l'espansione delle reti portuali del porto di Londra con il completamento del King George V Dock, che aumentò la capacità del 10%, il Quebec Dock di 4 ettari e un sistema di chiuse da Blackwall Reach al South Dock di Rotherhithe. I moli esistenti (i moli Royal Albert e Royal Victoria) furono approfonditi e ampliati per ospitare navi più grandi, mentre fu ampliato anche il porto di acque profonde di Tilbury sull'estuario del Tamigi.
Nel 1920, due aeroporti creati durante la prima guerra mondiale per servire le difese aeree contro i raid degli Zeppelin tedeschi furono unitti per creare il primo aeroporto internazionale di Londra, il Croydon Airport, noto anche semplicemente come London Airport. Questo sarebbe servito come unico aeroporto internazionale di Londra fino all'era del secondo dopoguerra. Dall'aeroporto di Londra, la prima compagnia aerea transcontinentale britannica, Imperial Airways, basò la sua rete di voli in tutto l'Impero. Ciò iniziò nel 1925 con voli per Il Cairo e Karachi via Parigi. Dal 1932 furono istituiti voli regolari da Londra verso angoli remoti dell'Impero britannico come Singapore, Hong Kong, Khartum, Kenya e Città del Capo.

## Economia

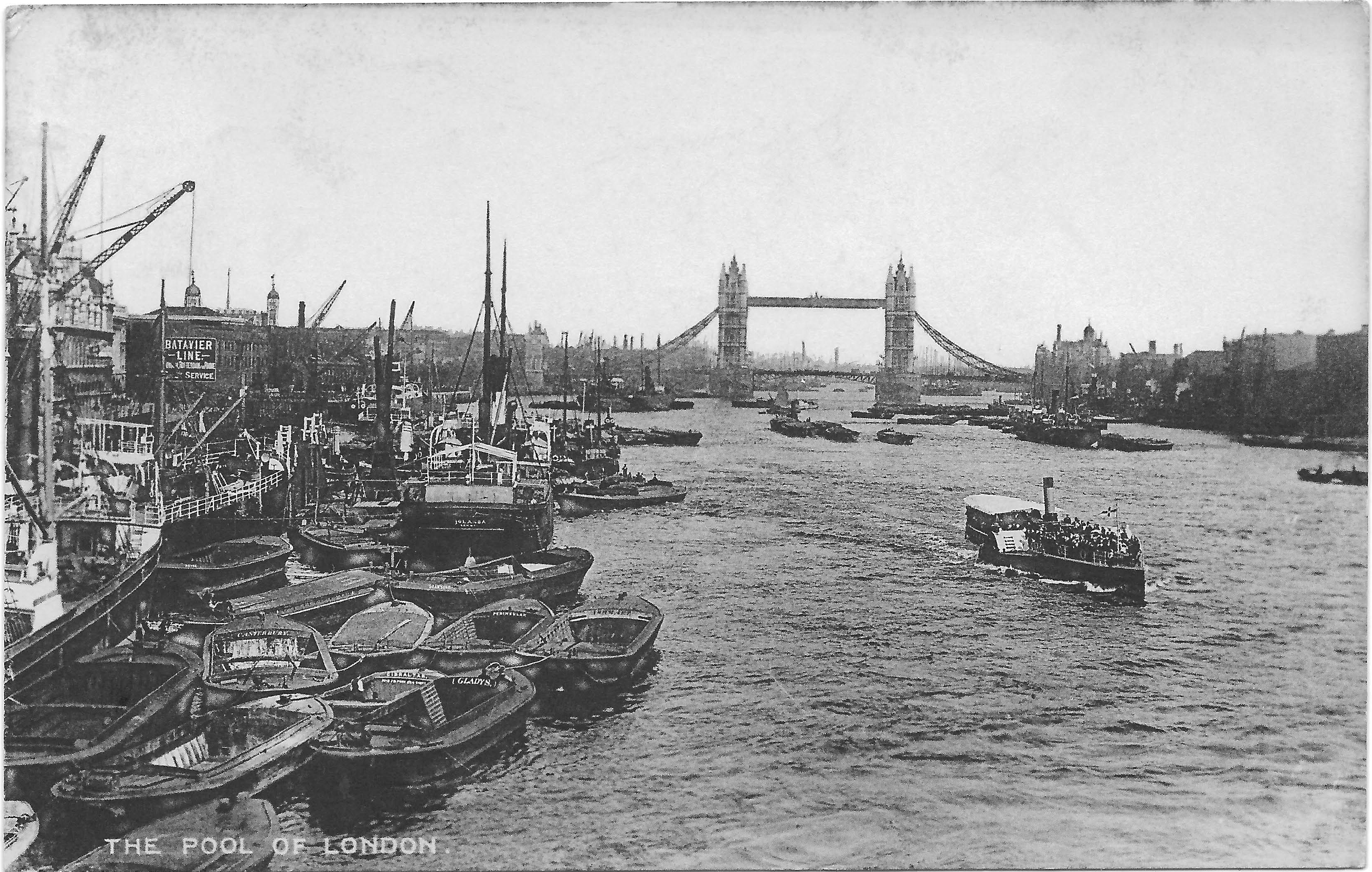
Il Pool of London, 1938. Il porto di Londra rimase il porto più grande del mondo e un importante settore dell'economia della città

Prima della prima guerra mondiale, la Gran Bretagna era la superpotenza economica mondiale. Nonostante la sua economia fiorente non era preparata all'impatto economico che la guerra avrebbe causato. Mentre Londra rimase abbastanza prospera rispetto al resto del paese durante gli anni tra le due guerre, l'economia subì comunque un inevitabile declino. Dopo l'inizio della prima guerra mondiale, nel 1914, la Gran Bretagna visse una massiccia crisi finanziaria a causa del panico del mercato. C'erano diversi motivi per cui Londra riuscì a rimanere relativamente prospera durante gli anni tra le due guerre. Uno dei principali fu la significativa crescita della popolazione che Londra visse in quegli anni. In effetti, la popolazione di Londra aumentò da 7,25 milioni nel 1911 a 8,73 milioni nel 1939. Un altro aspetto importante che contribuì ad alimentare l'economia fu la Pax Britannica, che portò affari attraverso un aumento delle spedizioni, delle importazioni e persino degli investimenti.

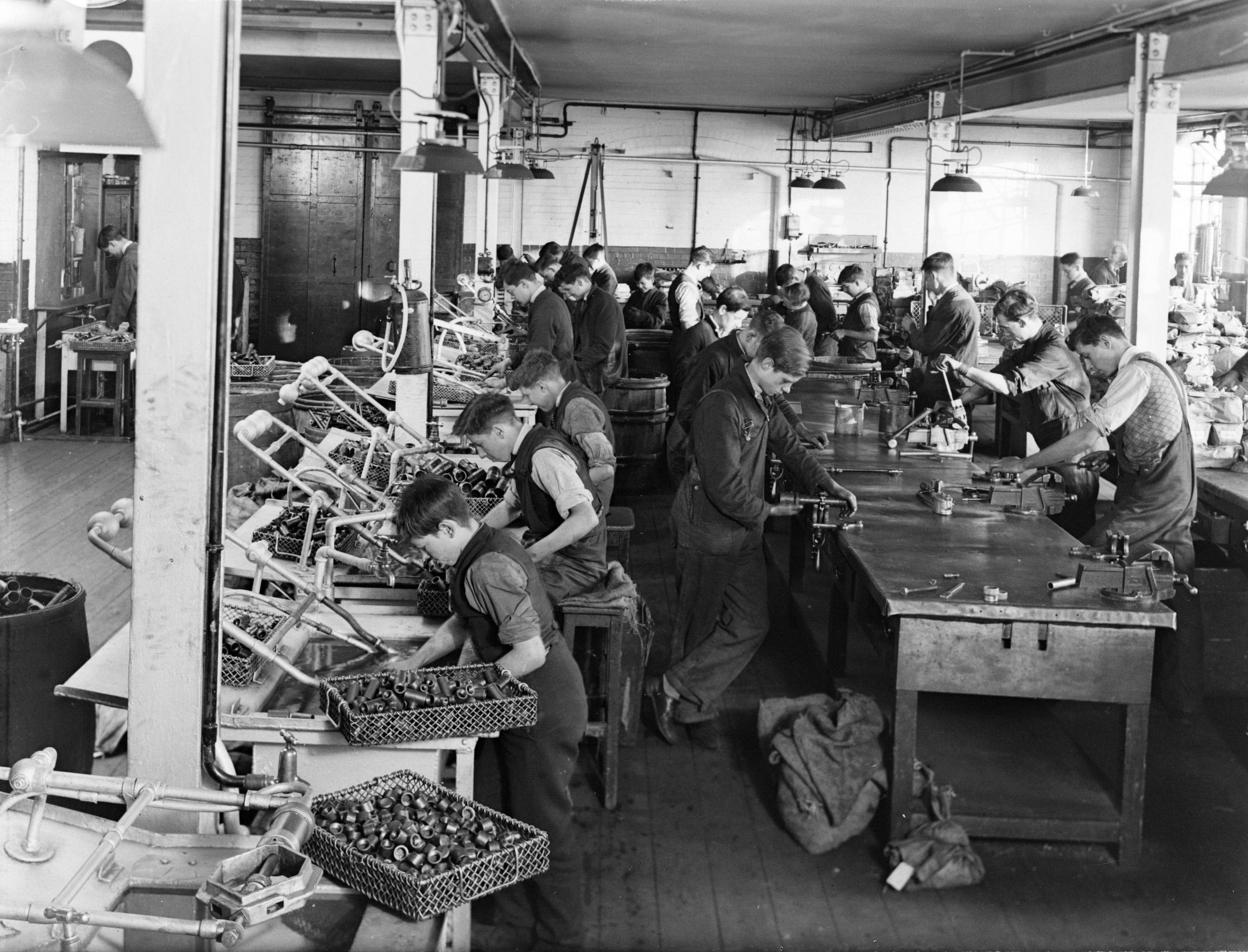
La Gas Light & Coke Company a Londra, 1933

Ovviamente, Londra dovette far fronte all'enorme richiesta economica della guerra. In effetti, la Gran Bretagna spese oltre £ 3.251.000.000 dal 1914 al 1918. Il governo intervenne per raccogliere fondi e rilanciare l'economia, aumentò le imposte dirette sulla proprietà e sul reddito, stipulò ingenti prestiti internazionali e aumentò la stampa di denaro. E mentre queste tattiche economiche alla fine ebbero successo per tutta la Gran Bretagna, Londra dovette comunque sopportare l'aumento della disoccupazione e fu costretta ad adattare la sua forza lavoro. In effetti, il tasso di disoccupazione per quei lavoratori che erano coperti dall'assicurazione nazionale a Londra aumentò dal 7% al 10% solo da luglio ad agosto 1914. Uno dei motivi principali per cui la disoccupazione non aumentò troppo durante gli anni tra le due guerre fu dovuto al significativo aumento delle donne nella forza lavoro. Sebbene prima della guerra c'era un numero relativamente alto di donne nella forza lavoro, il numero continuò a crescere; "L'occupazione femminile passò dal 23,6% della popolazione in età lavorativa nel 1914 al 37,7% e al 46,7% nel 1918". Il più grande datore di lavoro femminile era l'industria delle munizioni, che all'epoca impiegava principalmente donne. Nel 1917, le fabbriche di munizioni in Gran Bretagna producevano l'80% di tutte le armi e i proiettili usati dall'esercito britannico. Nonostante l'enorme ruolo svolto dalle donne nel mantenimento dell'economia, ricevevano ancora solo circa due terzi della paga degli uomini per gli stessi lavori. "Alla fine della prima guerra mondiale la combinazione di domanda dei consumatori repressa, l'alto reddito monetario, un grande volume di attività liquide o quasi liquide e un arretrato di investimenti, alimentarono un boom dell'attività economica che durò circa un anno, da marzo 1919 ad aprile 1920".
Londra riuscì a sfuggire ai peggiori effetti della Grande depressione, che durò dal 1929 al 1939. "Anche nei giorni bui degli anni 1930 la disoccupazione fu minima perché Londra, a differenza del nord industriale, non era mai diventata eccessivamente dipendente dall'Impero". Sebbene la maggior parte del Regno Unito stesse affrontando tassi di disoccupazione in aumento e povertà diffusa già nel 1929, Londra aveva un tasso di disoccupazione del 5,6%. Le aree più colpite erano quelle che dipendevano maggiormente dall'industria pesante, come l'Irlanda del Nord, la Scozia e il Galles. Londra, d'altra parte, aveva relativamente pochi affari nell'industria pesante ed era più coinvolta in alcune delle industrie leggere, come quelle chimiche, elettriche e automobilistiche.

## Politica
Il London County Council per gran parte dei suoi primi anni fu controllato dal Partito Progressista (alleato del Partito Liberale) o dal Partito Riformatore Municipale (alleato del Partito Conservatore).
Nel 1934, il partito laburista guidato da Herbert Morrison ottenne per la prima volta il controllo della LCC dominando il consiglio fino alla sua abolizione e sostituzione con il Greater London Council nel 1965. Morrison fu una figura dominante nel governo locale negli anni 1920 e 1930. Divenne sindaco di Hackney e membro del London County Council nel 1922, e per un po' fu ministro dei Trasporti nel gabinetto di Ramsay MacDonald. Quando il Labour prese il potere a Londra, nel 1934, Morrison unificò i servizi di autobus, tram e filobus con la metropolitana, con la creazione del London Passenger Transport Board (noto come London Transport) nel 1933 e guidò gli sforzi per finanziare e costruire il nuovo ponte di Waterloo. Progettò la cintura verde metropolitana intorno alla periferia e lavorò per sgomberare i bassifondi, costruire scuole e riformare l'assistenza pubblica.
Nell'East End durante gli anni 1930 fiorirono partiti politicamente estremi sia di destra che di sinistra. Il Partito Comunista di Gran Bretagna ottenne un seggio alla Camera dei Comuni e l'Unione britannica dei fascisti di estrema destra ricevette un ampio sostegno. Gli scontri tra destra e sinistra culminarono nella battaglia di Cable Street nel 1936.